# Leucolia
Leucolia is een geslacht van vogels uit de familie kolibries (Trochilidae) en de geslachtengroep Trochilini (briljantkolibries). Op de IOC World Bird List zijn de drie soorten van dit geslacht overgeheveld naar het geslacht Ramosomyia.
De soorten zijn:
- Ramosomyia violiceps, synoniem: Leucolia violiceps – violetkapamazilia
- Ramosomyia viridifrons, synoniem: Leucolia viridifrons – groenvoorhoofdamazilia
- Ramosomyia wagneri, synoniem: Leucolia wagneri– kaneelflankamazilia